# Nikolaus-Toldi-Verdienstmedaille

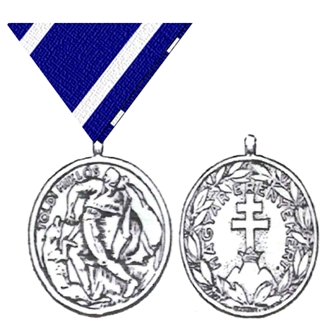
Nikolaus-Toldi-Verdienstmedaille

Die Nikolaus-Toldi-Verdienstmedaille (hun: Toldi Miklós Érdemérem) wurde am 25. Juni 1936 durch den ungarischen Reichsverweser und Staatsoberhaupt Miklós Horthy für sportliche Verdienste gestiftet, die im Ausland errungen worden sind und damit zur Erhöhung des ungarischen Ansehens beigetragen haben. Benannt wurde die Auszeichnung nach dem ungarischen Sagenhelden Nikolaus Toldi (Toldi Miklós), der im 14. Jahrhundert im ungarischen Gebiet gelebt haben soll. Sie konnte auch an Ausländer verliehen werden.

## Stufen
Gemäß ihrem Stiftungsdekret wurde die Medaille in drei Stufen gestiftet, wobei eine wiederholte Verleihung möglich war:
- I. Stufe in Gold (silbervergoldet)
- II. Stufe in Silber
- III. Stufe in Bronze

## Aussehen
Die Medaille zeigt im Avers Nikolaus Toldi im Kampf mit zwei Wölfen. Einen Wolf hat Toldi dabei in der rechten Hand, den er an den Hinterläufen durch die Luft schwingt und der zweite liegt bereits niedergestreckt vor ihm auf dem Boden. An der noch freien Stelle der Vorderseite wurde links oben der Schriftzug TOLDI MIKLÓS in erhaben geprägten Lettern verewigt. Im Revers mittig das ungarische Doppelkreuz auf dem gekrönten Dreiberg, welches innerhalb der Umschrift MAGYAR ERÉNYEKÉRT (Für die ungarischen Tugenden) ruht. Umzogen wird sowohl der Schriftzug als auch die mittige Symbolik von einem Lorbeerkranz. Die I. Stufe ist silbervergoldet und hat einen Durchmesser von 38 mm. Sie ist damit ein klein wenig größer als die der II. und III. Stufe mit einem Durchmesser von 35 bzw. 33 mm.

## Trageweise
Getragen wurde die Medaille auf der linken Brustseite an einem 41 mm breiten dunkelblauen Dreiecksband, dass mit zwei weißen 5 mm breiten Streifen durchzogen ist, deren Abstand vom Saum 5,5 mm beträgt. Bei nochmaliger Verleihung der gleichen Stufe wurden nicht zwei gleiche Medaillen nebeneinander getragen. Die Wiederholung dieser Stufe wurde durch einen kleinen silbernen Lorbeerzweig auf dem Ordensband kenntlich gemacht.